# Chatuzange-le-Goubet
Chatuzange-le-Goubet est une commune française située dans le département de la Drôme, en région Auvergne-Rhône-Alpes.
Ses habitants sont dénommés les Goubétois.

## Géographie

### Situation et description
La commune, traversée par le 45e parallèle nord, est donc située à égale distance du pôle Nord et de l'équateur terrestre (environ 5 000 km).
Rattachée à la communauté d'agglomération Valence Romans Agglo, Chatuzange-le-Goubet est située à 6 km au sud de Romans-sur-Isère, à 18 km au nord-est de Valence, à 77 km de Grenoble, à 121 km de Lyon.

### Relief et géologie
Sites particuliers :
- les Montelets (325 m) ;
- Mont Perroux (249 m).

### Hydrographie
La commune est arrosée par les cours d'eau suivants :
- la Limace
- la Lotte
- le Canal de la Bourne
- le Charlieu
- le Riousset
- le Ruisseau de Bagnol
- le Ruisseau de Béaure
- le Ruisseau de Fleurs
- le Ruisseau des Omis
- le Ruisseau d'Ozon
- l'Isère

Le barrage [de Pizançon] est installé sur l'Isère.

### Climat
Pour des articles plus généraux, voir Climat d'Auvergne-Rhône-Alpes et Climat de la Drôme.
En 2010, le climat de la commune est de type climat du Bassin du Sud-Ouest, selon une étude du CNRS s'appuyant sur une série de données couvrant la période 1971-2000. En 2020, Météo-France publie une typologie des climats de la France métropolitaine dans laquelle la commune est exposée à un climat de montagne ou de marges de montagne et est dans la région climatique  Moyenne vallée du Rhône, caractérisée par un bon ensoleillement en été (fraction d’insolation > 60 %), une forte amplitude thermique annuelle (4 à 20 °C), un air sec en toutes saisons, orageux en été, des vents forts (mistral), une pluviométrie élevée en automne (250 à 300 mm). 
Pour la période 1971-2000, la température annuelle moyenne est de 12,2 °C, avec une amplitude thermique annuelle de 17,7 °C. Le cumul annuel moyen de précipitations est de 884 mm, avec 8,1 jours de précipitations en janvier et 5,4 jours en juillet. Pour la période 1991-2020, la température moyenne annuelle observée sur la station météorologique de Météo-France la plus proche, « Romans_sapc » sur la commune de Romans-sur-Isère à 5 km à vol d'oiseau, est de 13,1 °C et le cumul annuel moyen de précipitations est de 876,7 mm,. Pour l'avenir, les paramètres climatiques de la commune estimés pour 2050 selon différents scénarios d'émission de gaz à effet de serre sont consultables sur un site dédié publié par Météo-France en novembre 2022.
| Mois                                  | jan.           | fév.           | mars            | avril         | mai           | juin           | jui.          | août           | sep.           | oct.          | nov.            | déc.          | année      |
| ------------------------------------- | -------------- | -------------- | --------------- | ------------- | ------------- | -------------- | ------------- | -------------- | -------------- | ------------- | --------------- | ------------- | ---------- |
| Température minimale moyenne (°C)     | 0,8            | 0,9            | 3,5             | 6,2           | 10,3          | 13,7           | 15,4          | 15,1           | 11,7           | 8,8           | 4,4             | 1,5           | 7,7        |
| Température moyenne (°C)              | 4,4            | 5,4            | 9,1             | 12,2          | 16,3          | 20,2           | 22,3          | 22,1           | 17,9           | 13,7          | 8,4             | 5             | 13,1       |
| Température maximale moyenne (°C)     | 8,1            | 9,9            | 14,7            | 18,2          | 22,4          | 26,6           | 29,3          | 29             | 24             | 18,7          | 12,4            | 8,4           | 18,5       |
| Record de froid (°C) date du record   | −13,2 11.01.10 | −10,3 05.02.12 | −11,2 02.03.05  | −6,5 08.04.21 | 0,9 07.05.19  | 5,3 21.06.1992 | 7,1 13.07.00  | 5,1 30.08.1998 | 1,7 30.09.1995 | −4,2 26.10.03 | −9,1 23.11.1998 | −12 30.12.05  | −13,2 2010 |
| Record de chaleur (°C) date du record | 22,1 10.01.15  | 22,2 23.02.20  | 25,9 25.03.1994 | 30,1 21.04.18 | 34,5 21.05.22 | 39,5 27.06.19  | 41,1 24.07.19 | 40,8 22.08.23  | 35 16.09.19    | 30 10.10.23   | 23,8 11.11.1995 | 18,6 17.12.19 | 41,1 2019  |
| Précipitations (mm)                   | 52,3           | 41,8           | 51,5            | 72,9          | 83,7          | 66,1           | 59            | 68,8           | 104,4          | 115,8         | 106             | 54,4          | 876,7      |

### Voies de communication et transports
Bourg-de-Péage est accessible par :
- la N 532 (Route européenne 713) en direction de Grenoble ( n° 6, Romans-ouest/Bourg-de-Péage) ;
- la D 538 en direction de Bourg-de-Péage ;
- l'autoroute A7 ( n° 14 Valence-Nord à 67 km : Valence-Centre, Bourg-lès-Valence, Romans-sur-Isère et  n° 15 Valence-Sud) ;
- l'autoroute A49 ( n°6, Romans-centre : Romans-sur-Isère, Bourg-de-Péage, Crest, Chabeuil).

## Urbanisme

### Typologie
Au 1er janvier 2024, Chatuzange-le-Goubet est catégorisée commune rurale à habitat dispersé, selon la nouvelle grille communale de densité à 7 niveaux définie par l'Insee en 2022.
Elle appartient à l'unité urbaine de Romans-sur-Isère, une agglomération intra-départementale dont elle est une commune de la banlieue,. Par ailleurs la commune fait partie de l'aire d'attraction de Valence, dont elle est une commune de la couronne,. Cette aire, qui regroupe 71 communes, est catégorisée dans les aires de 200 000 à moins de 700 000 habitants,.

### Occupation des sols
L'occupation des sols de la commune, telle qu'elle ressort de la base de données européenne d’occupation biophysique des sols Corine Land Cover (CLC), est marquée par l'importance des territoires agricoles (78,9 % en 2018), en diminution par rapport à 1990 (86,2 %). La répartition détaillée en 2018 est la suivante : terres arables (48,7 %), zones agricoles hétérogènes (21 %), zones urbanisées (10,5 %), prairies (7,7 %), forêts (5,6 %), mines, décharges et chantiers (1,9 %), zones industrielles ou commerciales et réseaux de communication (1,6 %), cultures permanentes (1,5 %), eaux continentales (1,4 %). L'évolution de l’occupation des sols de la commune et de ses infrastructures peut être observée sur les différentes représentations cartographiques du territoire : la carte de Cassini (XVIIIe siècle), la carte d'état-major (1820-1866) et les cartes ou photos aériennes de l'IGN pour la période actuelle (1950 à aujourd'hui).

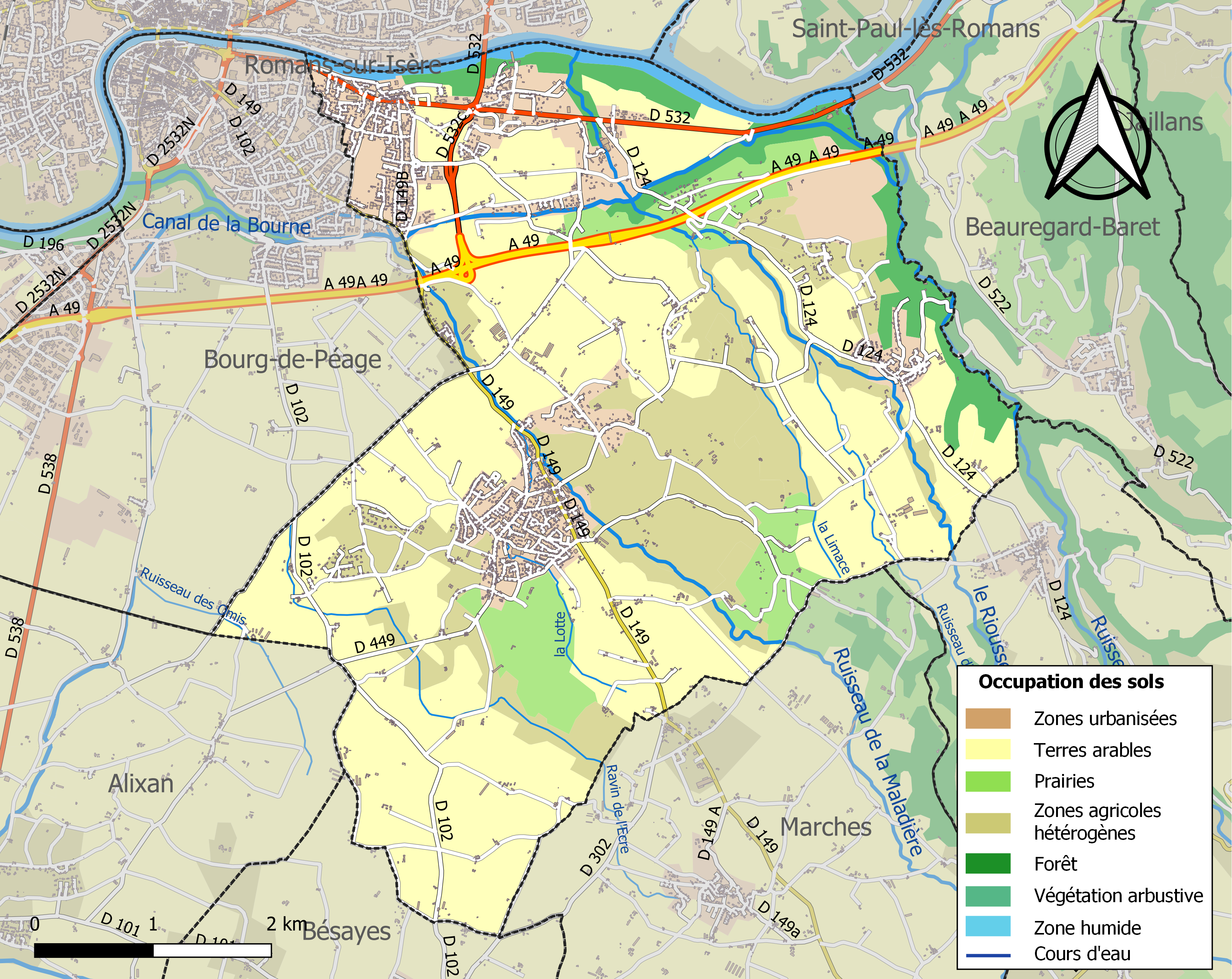
Carte des infrastructures et de l'occupation des sols de la commune en 2018 (CLC).

### Morphologie urbaine
La commune est composée de quatre sections : Papelissier à l'est, Pizançon au nord sur la RD 532, le Goubet en bordure du Charlieu et Chatuzange au pied d'un coteau.

Les hameaux de Chatuzange et du Goubet sont réunis aujourd'hui par des constructions récentes et forment le village de Chatuzange-le-Goubet, alors que Papelissier et Pizançon sont distants de quelques kilomètres.

#### Hameaux, quartiers et lieux-dits
Site Géoportail (carte IGN) :
- Bas Pinet
- Beau Barret
- Bourne
- Buissonnier
- Canard
- Carle
- Chalandoule
- Chapelle Petit Saint-Jean
- Cocu
- Couppier
- Coutiol
- Crémoulin
- Fiançayes
- Flandrin
- Gade
- Grange Neuve
- Gratte-Gousset
- Haut Pinet
- la Boite
- la Chossonnière
- la Cité
- la Cizeranne
- la Cure
- la Douce
- la Ferrière
- la Jumenterie
- la Merline
- la Noyerate
- la Part Dieu
- la Roseraie
- le Bien
- le Chabot
- le Coppe
- le Goubet
- le Gourdon
- le Martinet
- le Moulin
- le Portail
- les Bernards
- les Blaches
- les Chaux
- les Chirouzes
- les Cottes
- les Grandaillers
- les Grand-Terres
- les Granges
- les Grenières
- les Guerres
- les Liouds
- les Maisons
- les Malossannes
- les Pérers
- les Raynauds
- les Routes
- les Royannères
- les Vangons
- les Vernets
- les Vidaux
- les Voupes
- le Trémolet
- Lucia
- Millard
- Mollière
- Papelissier
- Petits Aillers
- Pilène
- Pizançon (village et château)
- Pont des Allobroges
- Pont des Seigneurs
- Rochas
- Saint-Martin
- Tendillon
- Trignard

Anciens hameaux, quartiers et lieux-dits :
- les Aillers est un quartier attesté en 1891. Il était dénommé les Oleiras en 1246 (cartulaire de Léoncel, 146)[15].
- les Allards est un quartier attesté en 1891. Il était dénommé les Aillards en 1821 (Noms des communes et hameaux de la Drôme)[16].
- les Goubets est un hameau attesté en 1891[17].

## Toponymie

### Attestations
Dictionnaire topographique du département de la Drôme :
- 1095 : villa Chatuzanges (cartulaire de Romans, 168).
- 1140 : Chalvenzanjes (pour Chatuenzanjes) (Revue des biblioph. dauphin., 55).
- XIIe siècle : mention de la paroisse (Saint-Apollinaire) : parrochia Chatusanzias (cartulaire de Romans, 309).
- 1218 : Chatuisanges (cartulaire de Léoncel, 83).
- 1244 : mention de l'église (Saint-Apollinaire) : ecclesia de Chalusangiis (cartulaire de Romans, 145).
- 1246 : mention de la paroisse Saint-Apollinaire : parrochia Sancti Appolinaris de Chatuisangiis (cartulaire de Romans, 146).
- 1247 : Chatuzangas (cartulaire de Léoncel, 148).
- 1248 : Chatuczangis (cartulaire de Léoncel, 158).
- 1251 : Chatusanjas (cartulaire de Léoncel, 168).
- XIVe siècle : mention de l'église (Saint-Apollinaire) : capella de Chatusangiis (pouillé de Valence).
- 1382 : Chatussangiis (archives de la Drôme, E 3649).
- XVe siècle : mention de la paroisse (Saint-Apollinaire) : cura Chatusangiarum (pouillé de Valence).
- 1506 : Chatusangiarum (archives de la Drôme, fonds de Léoncel).
- 1549 : mention de la paroisse (Saint-Apollinaire) : cura Chatussangiarum (pouillé de Valence).
- 1891 : Chatuzange, commune du canton de Bourg-de-Péage.

(non daté)[réf. nécessaire] : Chatuzange-le-Goubet.

### Étymologies
Chatuzange
Le Goubet

## Histoire
Pour un article plus général, voir Histoire de la Drôme.

### Du Moyen Âge à la Révolution
Au point de vue féodal, Chatuzange fit toujours partie de la terre de Pizançon (voir ce nom).
Avant 1790, Chatuzange était une paroisse du diocèse de Valence dont l'église, dédiée à saint Apollinaire, dépendait du chapître de Romans qui y prenait la dîme et présentait à la cure.

Cette paroisse, dont l'étendue était la même que celle de la paroisse [de 1891], faisait partie de la communauté de Pizançon, dite aussi delphinaux de Pisançon, dont la circonscription territoriale était celle de la commune de Chatuzange, comprenant [en 1891] les deux paroisses de Chatuzange et de Pizançon.

#### Pizançon
Dictionnaire topographique du département de la Drôme :
- 924 : mention de l'église Saint-Michel : ecclesia Sancti Michaelis in villa Pisanciano (cartulaire de Romans, 130).
- 1038 : de Pisanciano(cartulaire de Romans, 224).
- 1050 : mention du château : castrum Pisantiani (cartulaire de Romans, 327).
- 1099 : mention du château : castrum Pisancianum (cartulaire de Romans, 173 bis).
- 1100 : mention du château : castrum Pizancianun super fluvium Isare (cartulaire de Romans, 174).
- 1100 : mention du mandement : mandamentum Pisanciani (cartulaire de Romans, 167).
- 1134 : mention du château : castrum de Pisanciano (cartulaire de Romans, 291).
- 1164 : Pizenczan (cartulaire des Hospitaliers, 53).
- 1183: mention de la châtellenie : castellaria de Pisencans (cartulaire de Léoncel, 34).
- XIIe siècle : Pisanca (cartulaire des Hospitaliers, 333).
- 1200 : de Pisanciano, Piszanza et Pizanza (cartulaire des Hospitaliers, 47).
- 1217 : Pisanchan (cartulaire des Hospitaliers, 47).
- 1218 : mention du mandement : mandamentum de Pisansa (cartulaire de Romans, 43).
- 1272 : Pissanum (inventaire des dauphins, 63).
- 1279 : mention du château : castrum Pissanczani (inventaire des dauphins, 52).
- 1297 : Piszasianum (cartulaire de Léoncel, 301).
- XIVe siècle : mention de la paroisse : ecclesia Pisantiani (pouillé de Valence).
- 1315 : Pizenza (cartulaire de Léoncel, 42).
- 1333 : Pisancsanum (choix de documents, 39).
- 1360 : mention du château : castrum Pisansiani (choix de documents, 197).
- 1361 : mention du château : castrum Pizencianum (Duchesne, Comtes de Valentinois, 81).
- 1372 : mention du mandement : mandamentum Pisanciani prope Romanis (Chevalier, Maladr. de Voley, 75).
- 1391 : mention de la châtellenie : castellania Pisanciani (archives de la Drôme, E 3050).
- 1404 : Piscencain (choix de documents, 241).
- 1413 : Pizançon (archives de la Drôme, E 2292).
- 1891 : Pisançon, village, section et paroisse de la commune de Chatuzange.

(non daté[réf. nécessaire]) : Pizançon, hameau de la commune de Chatuzange-le-Goubet.
La seigneurie :
- Au point de vue féodal, la terre (ou seigneurie) fait partie du domaine temporel de l'abbaye de Romans.
- Début XIIe siècle : elle est partagée entre les François de Royans et les Clérieux.
  - Les François de Royans.
    - Avant 1250 : la terre passe aux Chabeuil.
    - 1277 : elle passe aux barons de la Tour (futurs dauphins).

  - Les Clérieux.
    - 1336 : la terre passe (par héritage) aux comtes de Valentinois.
    - 1374 : elle passe aux Poitiers-Saint-Vallier.
- 1467 : les Poitiers-Saint-Vallier reçoivent du roi Louis XI la part des dauphins. La terre est temporairement réunifiée.
- 1542 : la terre est à nouveau partagée, cette fois entre les Vaulperge et les Béavieu.
  - Les Vaulperge possèdent la parerie delphinale.
    - 1593 : elle est engagée à Lesdiguières.
    - 1632 : vendue aux consuls de Romans.

  - Les Béavieu possède la parerie des Poitiers.
    - 1545 : elle passe aux Crequi.
    - 1570 : recouvrée par les Poitiers-Saint-Vallier.
    - 1595 : vendue aux La Croix-Chevrière.
- 1655 : les La Croix-Chevrière acquièrent la parerie delphinale et réunifient la terre. Ils seront les derniers seigneurs.

Avant 1790, Pizançon était une paroisse de la communauté de Chatuzange et du diocèse de Valence dont l'église, dédiée à saint Michel, dépendait du chapitre de Romans, qui y prenait la dîme et présentait à la cure.
Pizançon était en outre le chef-lieu d'une importante seigneurie (ou mandement) comprenant, avec la paroisse de son nom, celle de Chatuzange et toute la commune actuelle du Bourg-de-Péage.

## Politique et administration

### Liste des maires
| Période                                                                      | Période                       | Identité                                | Étiquette | Qualité                                                             |
| ---------------------------------------------------------------------------- | ----------------------------- | --------------------------------------- | --------- | ------------------------------------------------------------------- |
| Les données manquantes sont à compléter. : de la Révolution au Second Empire |                               |                                         |           |                                                                     |
| 1800                                                                         | 1800                          | Jean-Pierre Doré                        |           |                                                                     |
| 1800                                                                         | 1808                          | François Clément                        |           |                                                                     |
| 1808                                                                         | 1815                          | Prosper de Chièze                       |           |                                                                     |
| 1815                                                                         | 1819                          | Joseph Cotte                            |           |                                                                     |
| 1819                                                                         | 1824                          | Prosper de Chièze                       |           |                                                                     |
| 1824                                                                         | 1830                          | Victor Duc                              |           |                                                                     |
| 1830                                                                         | 1831                          | Jean-François Galland                   |           |                                                                     |
| 1831                                                                         | 1837                          | André Chabert                           |           |                                                                     |
| 1837                                                                         | 1846                          | Antoine Blache                          |           |                                                                     |
| 1846                                                                         | 1858                          | Jean-François Galland                   |           |                                                                     |
| 1858                                                                         | 1863                          | Léopold Cotte                           |           |                                                                     |
| 1863                                                                         | 1871                          | Lucien Frederic Cotte                   |           |                                                                     |
| Les données manquantes sont à compléter. : depuis la fin du Second Empire    |                               |                                         |           |                                                                     |
| 1871                                                                         | 1878                          | Lucien Frederic Cotte                   |           |                                                                     |
| 1878                                                                         | 1896                          | Joseph Rivoire                          |           |                                                                     |
| 1896                                                                         | 1900                          | Elie Chabert                            |           |                                                                     |
| 1900                                                                         | 1912                          | Julien Clairefond                       |           |                                                                     |
| 1912                                                                         | 1914                          | Zénon Rivoire                           |           |                                                                     |
| 1914 (élection ?)                                                            | 1919                          | Elie Chabert                            |           |                                                                     |
| 1919                                                                         | 1935                          | Edouard Brégaud                         |           |                                                                     |
| 1935                                                                         | 1955                          | Marius Lattier                          |           |                                                                     |
| 1955 (élection ?)                                                            | 1959                          | Lucien Valette                          |           |                                                                     |
| 1959                                                                         | 1965                          | Elie Gauthier                           |           |                                                                     |
| 1965                                                                         | 1989                          | Charles Bringuier                       |           |                                                                     |
| 1989                                                                         | 2001                          | Alberte Belle                           |           |                                                                     |
| 2021                                                                         | En cours (au 29 janvier 2021) | Christian Gauthier[source insuffisante] |           | retraité, suppléant de la député LR Emmanuelle Anthoine (2017-2022) |

## Population et société

### Démographie
L'évolution du nombre d'habitants est connue à travers les recensements de la population effectués dans la commune depuis 1793. Pour les communes de moins de 10 000 habitants, une enquête de recensement portant sur toute la population est réalisée tous les cinq ans, les populations de référence des années intermédiaires étant quant à elles estimées par interpolation ou extrapolation. Pour la commune, le premier recensement exhaustif entrant dans le cadre du nouveau dispositif a été réalisé en 2008.

En 2022, la commune comptait 6 375 habitants, en évolution de +17,77 % par rapport à 2016 (Drôme : +2,64 %, France hors Mayotte : +2,11 %).
| 1793  | 1800  | 1806  | 1821  | 1831  | 1836  | 1841  | 1846  | 1851  |
| ----- | ----- | ----- | ----- | ----- | ----- | ----- | ----- | ----- |
| 1 165 | 1 243 | 1 343 | 1 780 | 1 737 | 1 834 | 1 908 | 1 923 | 1 909 |

| 1856  | 1861  | 1866  | 1872  | 1876  | 1881  | 1886  | 1891  | 1896  |
| ----- | ----- | ----- | ----- | ----- | ----- | ----- | ----- | ----- |
| 1 882 | 1 871 | 1 791 | 1 692 | 1 740 | 1 611 | 1 537 | 1 609 | 1 575 |

| 1901  | 1906  | 1911  | 1921  | 1926  | 1931  | 1936  | 1946  | 1954  |
| ----- | ----- | ----- | ----- | ----- | ----- | ----- | ----- | ----- |
| 1 522 | 1 547 | 1 440 | 1 285 | 1 278 | 1 467 | 1 364 | 1 404 | 1 519 |

| 1962  | 1968  | 1975  | 1982  | 1990  | 1999  | 2006  | 2008  | 2013  |
| ----- | ----- | ----- | ----- | ----- | ----- | ----- | ----- | ----- |
| 1 622 | 1 777 | 1 875 | 2 554 | 3 619 | 3 975 | 4 488 | 4 633 | 5 122 |

| 2018  | 2022  | - | - | - | - | - | - | - |
| ----- | ----- | - | - | - | - | - | - | - |
| 5 618 | 6 375 | - | - | - | - | - | - | - |

### Services et équipements
- Une caserne de pompiers[réf. nécessaire].
- Un poste de police

### Enseignement
La commune est rattachée à l'académie de Grenoble et compte deux écoles élémentaires et autant de maternelles[réf. nécessaire].

### Santé
- 2 Pharmacies
- 1 magasin d'équipements médicaux

### Manifestations culturelles et festivités
- Fête patronale : premier dimanche de mai[2].
- Fête communale : troisième dimanche de février[2].

### Loisirs
- Plan d'eau de Pizançon : nautisme et baignade[2].
- Pêche[2].

### Sports
- Club de tennis : Le TC Chatu
- Le club de football : Le FC Goubetois
- 2 skatepark
- Un pumtrack
- Un terrain de rugby
- Un gymnase multisport
- 2 clubs de pétanque
- Un Club de danse
- Un dojo et une salle de danse
- Un basic-fit

### Médias

#### Presse écrite
Quatre journaux sont distribués dans les réseaux de presse desservant la commune :
- Le Dauphiné libéré est un journal quotidien de la presse écrite française régionale distribué dans la plupart des départements de l'ancienne région Rhône-Alpes, notamment l'Ardèche. La commune est située dans la zone d'édition d'Annonay-Nord-Ardèche[25] ;
- L'Impartial de la Drôme (hebdomadaire local) ;
- Drôme Hebdo (anciennement Peuple Libre) (hebdomadaire local) ;
- L'Agriculture drômoise (hebdomadaire agricole et rural). Aussi, il y a le journal d'informations communal : Le Chatumag.

#### Presse audiovisuelle
- La commune est située sur l'aire de diffusion de Ici Drôme Ardèche, une radio publique également diffusée sur tout le territoire du département de la Drome et de l'Ardèche.

### Cultes
Les églises (propriété de la commune) et la communauté catholique de Chatuzange-le-Goubet sont rattachées à la paroisse de Paroisse Saint Pierre des Monts du Matin, elle même rattachée au diocèse de Valence.

## Économie

### Agriculture
En 1992 : céréales, vergers, porcins, ovins, aviculture (station avicole de Pizançon).

### Commerce
Nombreux commerces[réf. nécessaire] :

### Industrie
- Carrières[2].
- Usine électrique de Pizançon[1].

## Culture locale et patrimoine

### Lieux et monuments

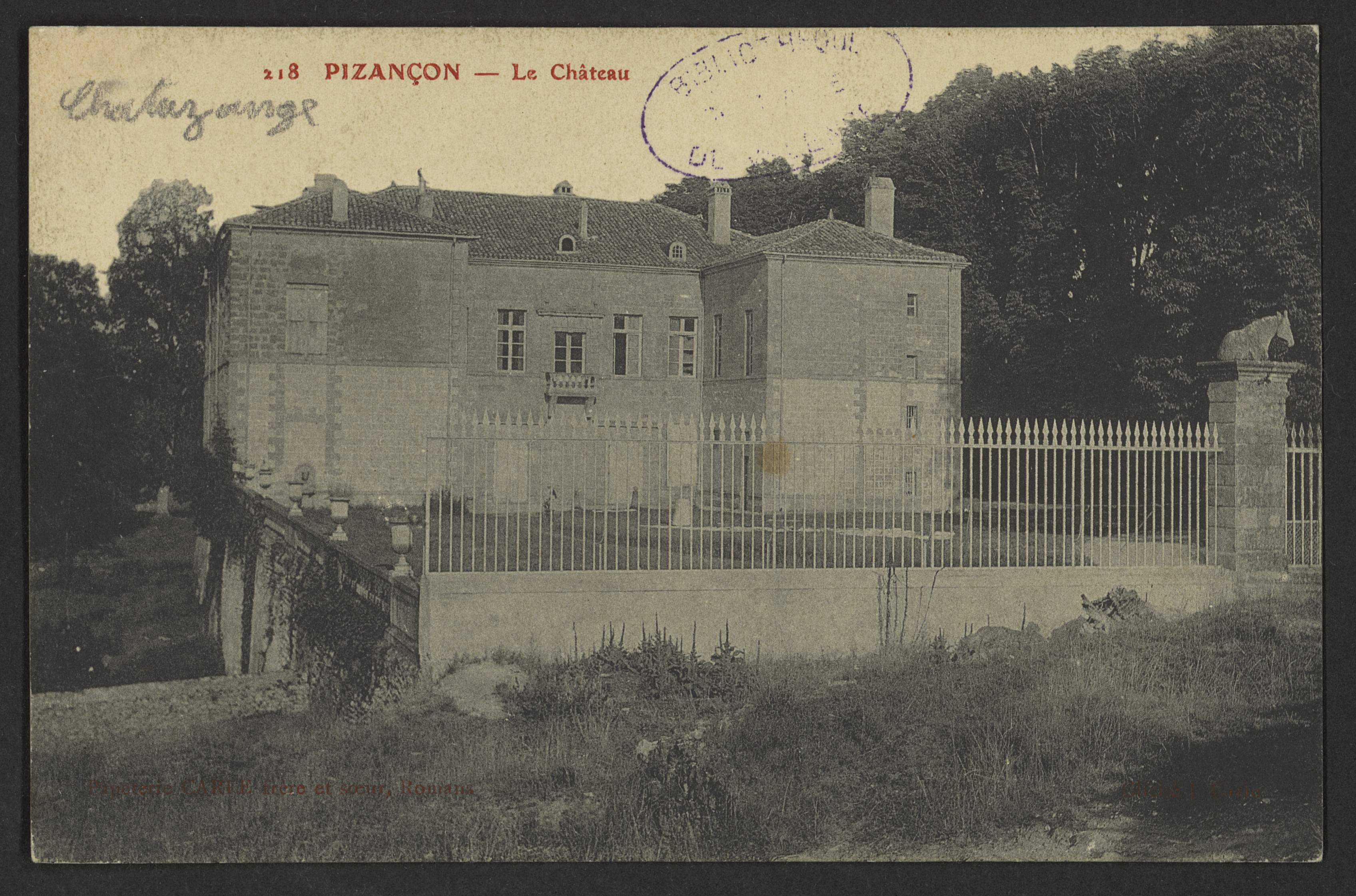
Château de Pizançon au début du XXe siècle.

- Château de Pizançon[2] : plan en U, construit en 1800 avec chapelle installée dans une petite tour, est classé partiellement au titre des Monuments historiques[27].
- Château de la Cizeranne[2] : maison forte avec pigeonnier[réf. nécessaire].
- Église Saint-Apollinaire de Chatuzange-le-Goubet (XIXe siècle) : reliquaire (objet classé)[2].
- Église Saint-Michel de Pizançon (style roman)[2].
- Le Clos du Levant[réf. nécessaire].
- Fontaines publiques[réf. nécessaire].
- Le pont des Seigneurs à Pizançon permet le passage du canal de la Bourne sur la départementale D 149[réf. nécessaire].

### Personnalités liées à la commune

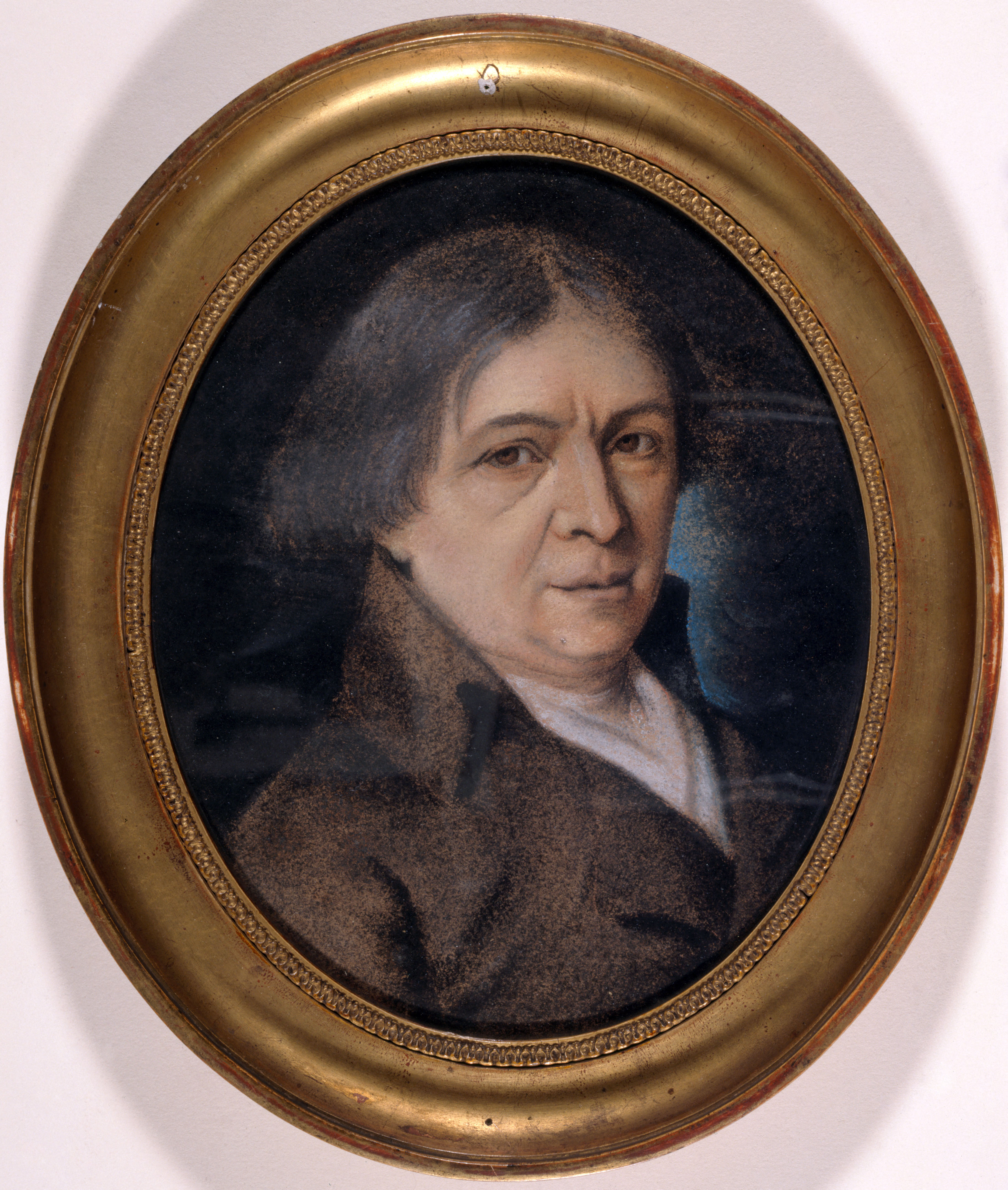
Marc Antoine Jullien de la Drôme

- Marc Antoine Jullien (né en 1744 à Bourg-de-Péage, mort en 1821 à Pizançon), dit Jullien de la Drôme : homme politique et député de la Convention nationale de. Lui et son épouse se retirent sur leurs terres à Pizançon (Chatuzange-le-Goubet) en 1810.
- Rosalie Jullien (née en 1745 à Pontoise, morte en 1824), épouse du précédent.

### Héraldique, logotype et devise
|  | Chatuzange-le-Goubet possède des armoiries dont l'origine et le blasonnement exact ne sont pas disponibles. |